# General Butt Naked
Joshua Milton Blahyi (geboren 30 september 1971), beter bekend onder zijn nom de guerre General Butt Naked, is een voormalig leider voor de Liberiaanse krijgsheer Roosevelt Johnson in de Eerste Liberiaanse Burgeroorlog die bekend was vanwege zijn strijdlustigheid, gewelddadigheid en excentrieke maatregelen in het begin van de jaren '90. Hij was oorspronkelijk een tribale priester. Na de oorlog bekeerde hij zich tot het christendom en werd hij een christelijke priester.
Zijn naam komt van het feit dat hij met zijn strijders (veelal naakte kindsoldaten) naakt (en ook soms gehuld in vrouwenkleding) ten strijde trok, geloofd werd dat op deze manier de kogels geen effect zouden hebben op hen. Hij heeft daarnaast actief deelgenomen aan kannibalisme en mensenoffers.
In 2008 verklaarde hij voor de Liberiaanse waarheidscommissie (Truth and reconciliation commission, TRC) dat hij verantwoordelijk was geweest voor 20.000 doden. Nochtans verleende de TRC hem in 2009 amnestie.